# Campeonato Mundial de Ciclismo en Pista de 1968
El LXV Campeonato Mundial de Ciclismo en Pista se celebró en dos sedes: las competiciones para profesionales en Roma (Italia) entre el 26 y el 29 de agosto y las de aficionados o amateurs en Montevideo (Uruguay) entre el 1 y el 10 de noviembre de 1968 bajo la organización de la Unión Ciclista Internacional (UCI), la Federación Italiana de Ciclismo y la Federación Uruguaya de Ciclismo.
Las competiciones se realizaron en el Velódromo Olímpico (Roma) y en el Velódromo Municipal de Montevideo. En total se disputaron 11 pruebas, 10 masculinas (3 profesionales y 6 amateur) y 2 femeninas.

## Medallistas

### Masculino profesional
| Evento                 | Oro                        | Plata                      | Bronce                       |
| ---------------------- | -------------------------- | -------------------------- | ---------------------------- |
| Velocidad individual   | Giuseppe Beghetto · Italia | Patrick Sercu · Bélgica    | Giovanni Pettenella · Italia |
| Persecución individual | Hugh Porter Reino Unido    | Ole Ritter Dinamarca       | Leandro Faggin · Italia      |
| Medio fondo            | Leo Proost · Bélgica       | Piet de Wit · Países Bajos | Ehrenfried Rudolph RFA       |

### Masculinoamateur
| Evento                  | Oro                                                                               | Plata | Bronce                                                                        |
| ----------------------- | --------------------------------------------------------------------------------- | --- | ----------------------------------------------------------------------------- |
| Velocidad individual    | Luigi Borghetti · Italia                                                          | Niels Fredborg Dinamarca                                                                                 | Robert Van Lancker · Bélgica                                                  |
| Persecución individual  | Mogens Jensen Dinamarca                                                           | Xaver Kurmann · Suiza                                                                                    | Lorenzo Bosisio · Italia                                                      |
| Persecución por equipos | Italia · Cipriano Chemello · Lorenzo Bosisio · Giorgio Morbiato · Luigi Roncaglia | Argentina Carlos Álvarez Seidanes Juan Alves Gordon Ernesto Contreras Vázquez Juan Alberto Merlos Toledo | Suecia · Erik Pettersson · Tomas Pettersson · Gösta Pettersson · Josef Ripfel |
| 1 km contrarreloj       | Niels Fredborg Dinamarca                                                          | John Weston Simes Estados Unidos                                                                         | Gianni Sartori · Italia                                                       |
| Medio fondo             | Giuseppe Grassi · Italia                                                          | Cees Stam · Países Bajos                                                                                 | Benny Herger · Suiza                                                          |
| Tándem                  | Italia · Walter Gorini · Giordano Turrini                                         | Bélgica · Daniel Goens · Robert Van Lancker                                                              | Japón Sanji Inoue Takao Madarame                                              |

### Femenino
| Evento                 | Oro                    | Plata                    | Bronce                       |
| ---------------------- | ---------------------- | ------------------------ | ---------------------------- |
| Velocidad individual   | Ala Baguiyants URSS    | Irina Kirichenko URSS    | Galina Yermolayeva URSS      |
| Persecución individual | Raisa Obodovskaya URSS | Beryl Burton Reino Unido | Cornelia Hage · Países Bajos |

## Medallero
| Núm. | País           | Oro | Plata | Bronce | Total |
| ---- | -------------- | --- | ----- | ------ | ----- |
| 1    | Italia         | 5   | 0     | 4      | 9     |
| 2    | Dinamarca      | 2   | 2     | 0      | 4     |
| 3    | URSS           | 2   | 1     | 1      | 4     |
| 4    | Bélgica        | 1   | 2     | 1      | 4     |
| 5    | Reino Unido    | 1   | 1     | 0      | 2     |
| 6    | Países Bajos   | 0   | 2     | 1      | 3     |
| 7    | Suiza          | 0   | 1     | 1      | 2     |
| 8    | Argentina      | 0   | 1     | 0      | 1     |
| 8    | Estados Unidos | 0   | 1     | 0      | 1     |
| 10   | Japón          | 0   | 0     | 1      | 1     |
| 10   | RFA            | 0   | 0     | 1      | 1     |
| 10   | Suecia         | 0   | 0     | 1      | 1     |
|      | TOTAL          | 11  | 11    | 11     | 33    |